# Ato Institucional n.º 12
O Ato Institucional Número Doze (AI-12), foi baixado pela Junta militar brasileira presidida pelo ministro da Marinha Augusto Rademaker, e composta com os ministros do Exército Aurélio de Lira Tavares e da Aeronáutica Márcio de Sousa e Melo em 1 de Setembro de 1969.

## Contexto histórico
Em 1968, durante a ditadura militar, houve uma crise política significativa no Brasil, especialmente do movimento estudantil. Em dezembro daquele ano foi decretado pelo Presidente Costa e Silva o Ato Institucional nº 5, que suspendeu as limitadas garantias constitucionais e as atividades do Congresso. Em poucos meses, sete novos atos institucionais entraram em vigor, o que veio destacar a desorganização legislativa do governo do país, que avançou com base nos Atos Institucionais.[carece de fontes?]
O vice-presidente eleito da República, Pedro Aleixo, segundo na lista do Marechal Costa e Silva, para o partido da Aliança Renovadora Nacional, nas eleições realizadas em 3 de outubro de 1966, manifestou dúvidas em relação ao AI-5, mesmo falando em dar uma alternativa à Constituição de 1967, a fim de restaurar a legalidade. Mas a doença do Presidente da República impediu que isso acontecesse. Após a saída de Costa e Silva do poder, em 31 de agosto de 1969, sofrendo de trombose, Aleixo foi contornado em seu direito constitucional de assumir o cargo de presidente do Brasil, uma vez que os ministros militares do governo publicaram a AI. 12, de 1º de setembro de 1969. Em 1970, Aleixo, repugnado, distanciou-se do partido Arena e tentou organizar, sem sucesso, o Partido Democrático Republicano.

## Disposições legais
Depois de vários considerandos, o novo Ato Institucional dizia:
CONSIDERANDO que, nesta conformidade, e ouvido o Alto Comando das forças armadas, o exercício da suprema autoridade do Governo e de Comandante supremo das forças armadas, durante o impedimento temporário do Presidente Arthur da Costa e Silva deve caber aos seus Ministros auxiliares, diretamente responsáveis pela execução das medidas destinadas a preservar a segurança nacional, o gozo pacífico dos direitos dos cidadãos e os compromissos internacionais, resolvem editar o seguinte Ato Institucional nº 12:
Em essência, este ato institucional informava à Nação Brasileira o impedimento do Presidente Costa e Silva de exercer suas funções devido à doença que o afligia e, portanto, passava o controle do Governo do Brasil aos ministros militares e impedindo a posse do vice-presidente Pedro Aleixo. Aleixo foi impedido de assumir a presidência devido a sua intenção de restabelecer o processo democrático no país. Isto é afirmado no seu artigo 1:
Art. 1º - Enquanto durar o impedimento temporário do Presidente da República, Marechal Arthur da Costa e Silva, por motivo de saúde, as suas funções serão exercidas pelos Ministros da Marinha de Guerra, do Exército e da Aeronáutica Militar nos termos dos Atos Institucionais e Complementares, bem como da Constituição de 24 de janeiro de 1967. Ato Institucional Número Doze, artigo 1.º